# Lenard (priimek)
Lenard je priimek več oseb:
- Philipp Eduard Anton von Lenard (1862–1947), madžarsko-nemški fizik
- Leopold Lenard (1876–1962), slovenski filozof, teolog, duhovnik, publicist, politik, prevajalec
- Mark Lenard (1924–1996), ameriški igralec
- Dan Lenard (1968), slovenski oblikovalec jaht